# Román Rudenko

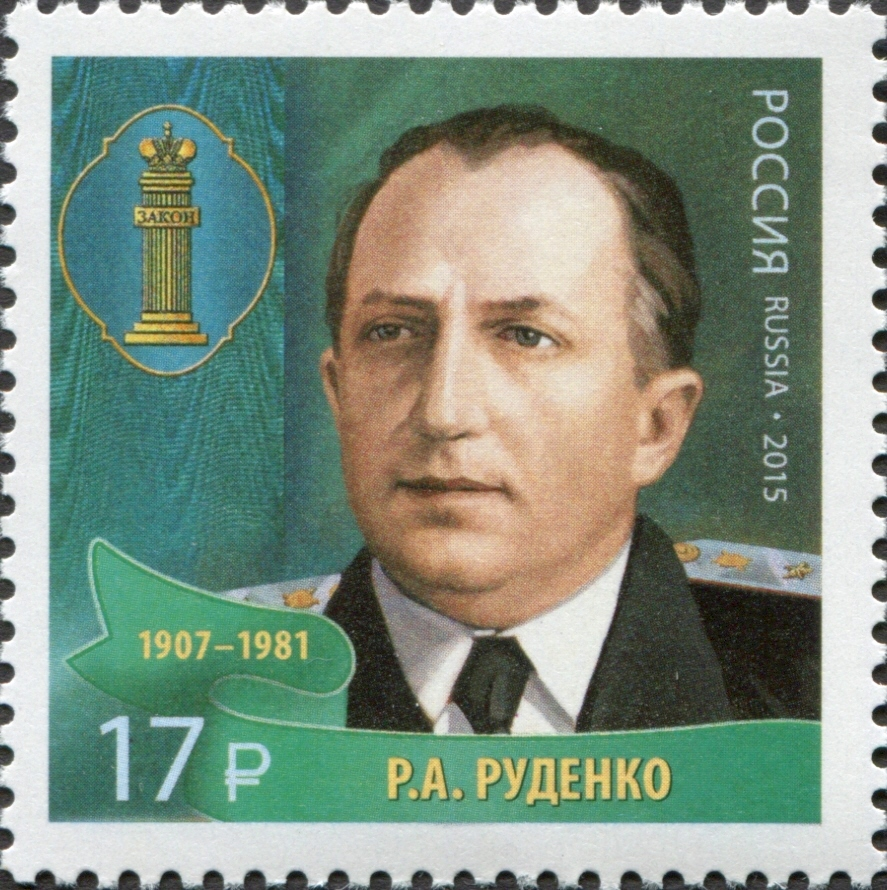
Román Rudenko

El gran General Román Andríyovych Rudenko (en ucraniano: Роман Андрійович Руденко, en ruso: Роман Андреевич Руденко; Nosivka (Imperio ruso), 25 de juliojul./ 7 de agosto de 1907greg. - Moscú, 23 de enero de 1981) fue uno de los fiscales jefe durante los de la
Juicios de Núremberg, representando a la Unión Soviética, así como en el Juicio de los Dieciséis.
Integró en 1955 la llamada Comisión Shvérnik, destinada a realizar los primeros aportes contra el estalinismo y fue una precursora directa de la intervención de Nikita Jrushchov en el XX Congreso del PCUS, en el conocido Discurso Secreto del 25 de febrero de 1956.